# Màser
Un màser (acrònim anglès de Microwave Amplification by Stimulated Emission of Radiation, «amplificació de microones per emissió estimulada de radiació») és un giny que utilitza un efecte quàntic, l'emissió estimulada, per emetre un raig de radiació electromagnètica coherent. Per bé que inicialment els màsers emetien radiació electromagnètica de la banda de les microones, els màsers més moderns emeten també en bandes de l'espectre electromagnètic de longitud d'ona més llarga. Els làsers foren anomenats inicialment màsers òptics, però aquest terme caigué ràpidament en desús.